# ريان كريسويل
ريان كريسويل (بالإنجليزية: Ryan Cresswell)‏ (22 ديسمبر 1987 في المملكة المتحدة - ) هو لاعب كرة قدم بريطاني في مركز الدفاع. لعب مع شيفيلد يونايتد وماكليسفيلد تاون ونادي بوري ونادي روذرهام يونايتد ونادي ساوثيند يونايتد ونادي فيرينتسفاروشي ونادي نورثامبتون تاون ونادي هاليفاكس تاون وفليتوود تاون ونادي موركامب وإف سي هاليفاكس تاون.

## وصلات خارجية
- ريان كريسويل على موقع قاعدة بيانات كرة القدم.إي يو (الإنجليزية)
- ريان كريسويل على موقع Soccerbase.com (لاعب) (الإنجليزية)
- ريان كريسويل على موقع Soccerway.com (الإنجليزية)